# لاک‌پشت برکه‌ای اروپایی
لاک‌پشت برکه‌ای اروپایی (Emys orbicularis) گونه‌ای لاک‌پشت آب شیرین زی بومی غرب آسیا، جنوب و مرکز اروپا و شمال آفریقا است. این لاک‌پشت در کنار آب‌های جاری آرام لانه می‌کند و در فصل سرد سال در کف آب به خواب زمستانی می‌رود که ممکن است تا هفت ماه به طول انجامد‌ولیکن‌این مورد در طبیعت صورت میگرد اگر در خانه نگهداری کنید به خواب زمستانی نمی‌رود. طول این لاک‌پشت بین ۱۲ تا ۳۸ سانتی‌متر است. لاک وی نیز قهوه‌ای مایل به سبز است.
پراکندگی این لاک‌پشت در ایران از زمین‌های کم ارتفاع مجاور دریای خزر تا آذربایجان شرقی است.
خرگوش زردکارو (Emys orbicularis)، به طور رایج با نام لاک پشت مرطوب اروپا یا لاک پشت مرطوب اروپایی شناخته می‌شود، یک گونه از لاک پشت‌های نیمه آبزی است که در اروپا و بخش‌هایی از آسیا زندگی می‌کند. این لاک پشت به خانواده Emydidae تعلق دارد که شامل دیگر لاک پشت‌ها و مارماهی‌های مرطوب است. لاک پشت مرطوب اروپایی با پوست صاف و سبز تیره تا قهوه‌ای روی قاپ (پوسته) و پوسته زیرین زردرنگ خود شناخته می‌شود. معمولاً در محیط‌های آب شیرین مانند تالاب‌ها، دریاچه‌ها، مرداب‌ها و رودخانه‌های با جریان آهسته زندگی می‌کند. به دلیل از دست رفتن محیط زیست، آلودگی و جمع‌آوری بیش از حد، لاک پشت مرطوب اروپایی در فهرست قرمز IUCN به عنوان نزدیک به تهدید شده ثبت شده است. تلاش‌های حفاظتی برای حفاظت از جمعیت‌ها و محیط‌های زیستی باقی‌مانده این گونه در حال انجام است.

نگهداری در خانه
برای نگهداری از لاک پشت مرطوب اروپایی به عنوان حیوان خانگی، باید شرایط محیطی مناسب فراهم شود. در ادامه چند نکته مهم برای نگهداری از این گونه در خانه ذکر می‌شود:
1. محیط زندگی: برای لاک پشت‌ها، آکواریوم‌های بزرگ یا محوطه‌های بسته و مربوطه مناسب هستند که دارای آب شیرین باشند. آکواریوم باید از جنس شیشه باشد تا به راحتی پاک شود و می‌توان در زیر آن تجهیزات فیلتراسیون آب قرار داد.
2. دمای محیط: دمای مناسب برای لاک پشت مرطوب اروپایی در حدود 20-25 درجه سانتی‌گراد است. برای ایجاد این دما، می‌توان از چراغ‌های گرمایی و سیستم‌های گرمایشی مناسب استفاده کرد.
3. تنوع غذایی: لاک پشت‌ها باید تنوع غذایی مناسبی داشته باشند. آن‌ها می‌توانند از مواد غذایی متنوعی مانند ماهی خشک، میگو، سبزیجات تازه و میوه استفاده کنند.
4. زیرگرمی: لاک پشت‌ها به طور طبیعی نیاز به زیرگرمی دارند. برای فراهم کردن این شرایط، می‌توانید از سنگ‌های گرمایی یا مکان‌هایی که به دلیل نور خورشید داغ می‌شوند، استفاده کنید.
5. آب: لاک پشت‌ها باید دسترسی به آب تمیز و جریان دار داشته باشند. آب می‌بایست به طور مداوم تمیز شده و فیلتر شود تا از آلودگی جلوگیری شود.
6. محل پناه: برای راحتی لاک پشت‌ها، باید یک مکان پناه مناسب در آکواریوم یا محیط زندگی خود داشته باشند تا در زمان‌های استراحت از آن استفاده کنند.
7. توجه به بهداشت: آکواریوم و تجهیزات آن باید به طور منظم تمیز شده و ضدعفونی شوند تا از بروز بیماری‌ها و عفونت‌ها جلوگیری شود.

با توجه به این نکات، می‌توانید لاک پشت مرطوب اروپایی را به عنوان یک حیوان خانگی نگهداری کنید و از زیبایی و فریادی این حیوانات در خانه لذت ببرید.
تشخیص سن
تشخیص سن لاک پشت‌های مرطوب اروپایی در کودکی معمولاً با استفاده از روش‌های زیر انجام می‌شود:
1. طول کف پوسته (کاراپاس): در لاک پشت‌های جوان، کف پوسته نسبت به بزرگسالان کوچکتر است. با مقایسه طول کف پوسته با یک استاندارد معمولاً می‌توان سن را تخمین زد. این روش برای تخمین سن لاک پشت‌های جوان به نسبت دقیق است.

برای تخمین سن لاک پشت مرطوب اروپایی می‌توان از جدول زیر استفاده کرد، که اندازه کاراپاس (پوسته) را با سن مرتبط می‌کند. لازم به ذکر است که این جدول تخمینی است و ممکن است برای هر فرد لاک پشت دقیق نباشد، اما می‌تواند به عنوان یک راهنمای کلی مفید باشد.
| اندازه کاراپاس (سانتی‌متر) | سن تخمینی (سال) |
| ------------------------- | --------------- |
| کمتر از 5                 | کودک            |
| 5-10                      | نوجوان          |
| 10-15                     | جوان            |
| 15-20                     | بزرگسال جوان    |
| بیشتر از 20               | بزرگسال         |

با توجه به این جدول، با اندازه کاراپاس لاک پشت و مقایسه آن با این مقادیر، می‌توانید سن تخمینی آنها را تعیین کنید. اما بهتر است با مراجعه به یک تخصصی حیوانات و مشاوره از یک دامپزشک ماهر، تایید نمایید.
1. الگوی رشد کف پوسته: در لاک پشت‌های جوان، الگوی رشد و خطوط روی کف پوسته معمولاً بیشتر و پیچیده‌تر است. با رسیدن به سن بزرگتر، این الگوها کمتر و ساده‌تر می‌شوند.
2. اندازه و شکل پوسته: لاک پشت‌های جوان معمولاً پوسته‌هایی با شکل کروی و کوچک‌تر دارند، در حالی که لاک پشت‌های بزرگسال شکل و اندازه پوسته‌هایی بزرگتر و کمتر گردند.
3. رنگ پوسته و پوست: لاک پشت‌های جوان معمولاً رنگ پوسته و پوستی پررنگ‌تر و شفاف‌تر دارند، در حالی که با رشد، این رنگ پالر و کم‌رنگ‌تر می‌شود.
4. رفتار و رشد: رفتار و نشانه‌های رشدی مانند سرعت رشد، افزایش اندازه، و توسعه عضلات نیز می‌توانند نشان‌دهنده سن لاک پشت باشند.

در کل، ترکیبی از این روش‌ها ممکن است برای تخمین سن لاک پشت‌های مرطوب اروپایی در کودکی مفید باشد، اما دقت بیشتری باید در نظر گرفته شود زیرا هیچ یک از این روش‌ها به تنهایی نمی‌توانند سن را به صورت قطعی تشخیص دهند.